# Klingsors letzter Sommer

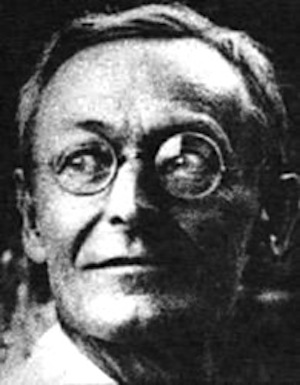
Hermann Hesse (1925)

Klingsors letzter Sommer ist der Titel einer im Sommer 1919 geschriebenen expressionistischen Künstler-Erzählung Hermann Hesses mit autobiographischen Bezügen.

## Inhalt

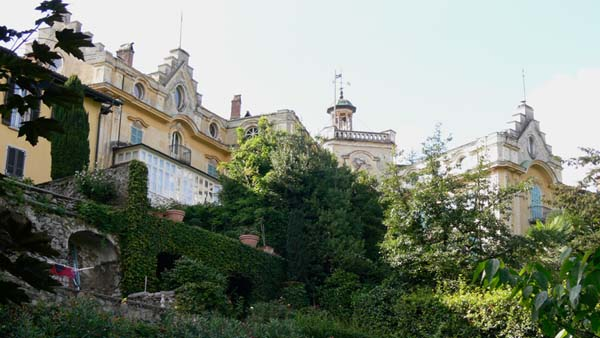
Casa Camuzzi mit Teilen des Parks und „Klingsor-Balkon“ (rechts)

Blick über Carona (Vorbild für Kareno) und den San Salvatore zum Luganersee

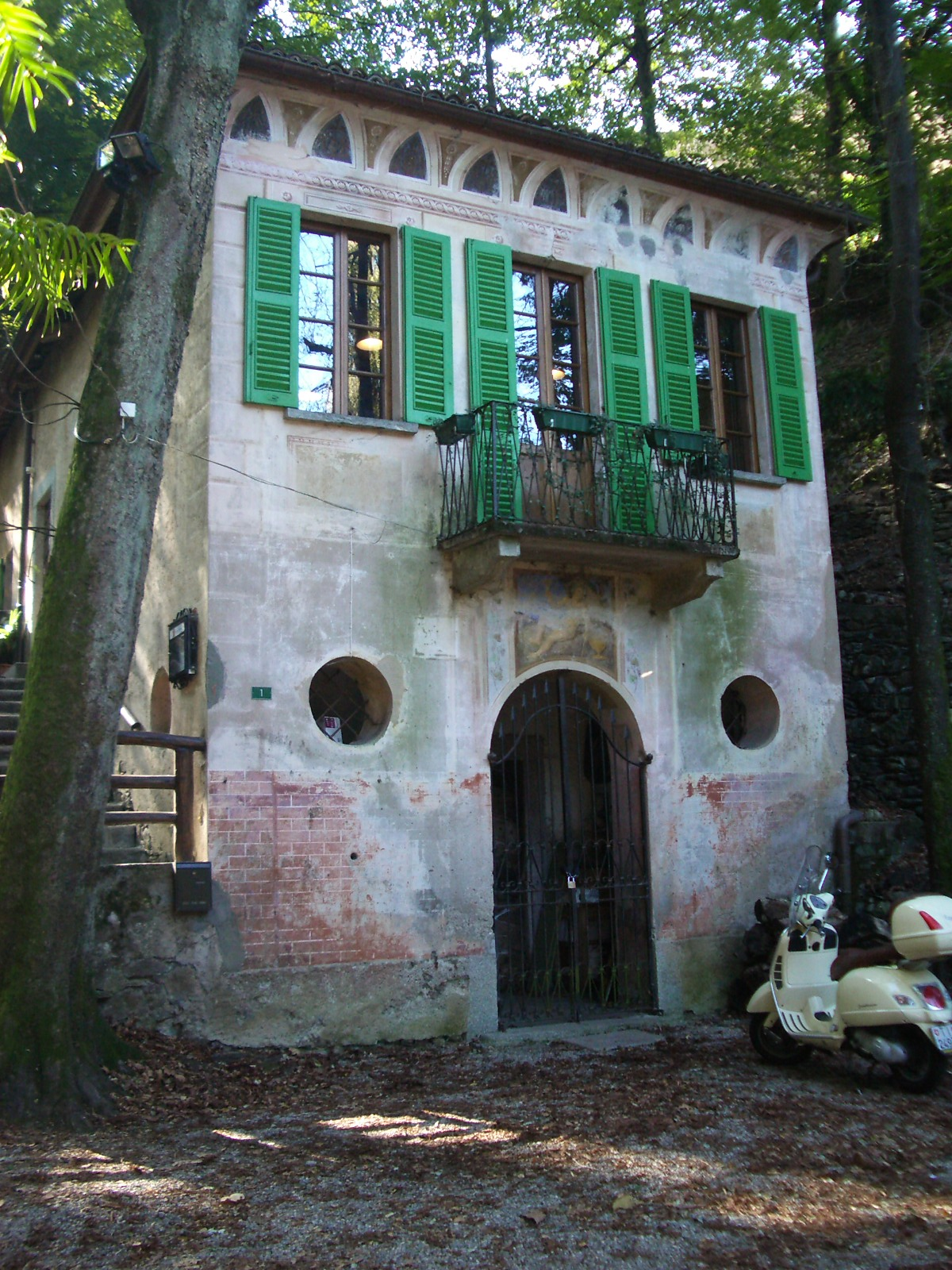
Grotto Morchino in Pazzallo. Vorbild für die von der Freundesgruppe als Ausklang ihres Kareno-Ausflug besuchten Grotto

Protagonist der Erzählung ist der Maler Klingsor, der als Nebenfigur 1932 in Hesses Erzählung Die Morgenlandfahrt auftaucht. Die Vorbemerkung, ein Nachruf auf den mit 42 Jahren gestorbenen Maler, nimmt auch zu Gerüchten über die Todesursache Stellung: Klingsor habe zwar in Briefen „Vorahnungen oder Todeswünsche“ geäußert, doch ein Selbstmord oder Geisteskrankheit wird für unwahrscheinlich gehalten, eher ein zu großer Alkoholkonsum zur „Betäubung seiner Schmerzen und einer oft schwer erträglichen Schwermut“. Der folgende Rückblick auf den letzten Sommer schildert den kreativen und künstlerischen Schaffensprozess und den damit verbundenen Energieaufwand sowie die mit dieser Entfesselung verbundenen Gedanken, Hoffnungen, aber auch Ängste.

### Klingsors Lebensstil
Die aus einer Reihe von Episoden zusammengesetzte Erzählung handelt von Klingsors letzten Monaten vor seinem erahnten Tod. Er spürt die zunehmende Erschöpfung seiner rauschhaften Hingabe an seine Kunst (Kap. 1). Auf Wanderungen durchstreift er die Natur und malt rastlos in grellen Farben die Landschaft „in jenen südlichen Gegenden um Pampambio, Kareno und Laguno“ mit ihren „Judasbäumen, Blutbuchen und *Eukalyptus“. Die Nächte seines unbürgerlichen Lebens verbringt er in Grotti beim Wein oder in orgiastischen Träumen von ihn umarmenden schönen jungen Frauen. Eine feste Beziehung zu einer „hübschen kleinen Freundin“ hat er in diesem letzten Jahr nicht, sondern nur kurze Gelegenheitsliebschaften. Schlaf gönnt er sich mit Blick auf die Kürze der ihm verbleibenden Zeit sehr wenig, was seine ohnehin bereits angeschlagene Gesundheit weiter zerrüttet. Die Tage lodern indes, so lange sie sind, weg wie „brennende Fahnen“.
Gesellschaft leistet ihm bei seinen gelegentlichen Besuchen der Malerkollege „Louis der Grausame“, der ein unstetes Wandervogel-Leben führt (Kap. 2). Er kann die Schwermut und Larmoyanz des Freundes nicht ertragen und versucht ihn mit seiner Liebe für die „heiteren Dinge“ des Lebens wie Mailänder Schnitzel, Birnen mit Gorgonzola oder Benediktiner anzustecken und auf andere Gedanken zu bringen. Aber er hält es nur kurze Zeit bei ihm aus und reist wieder ab.

### Der Ausflug nach Kareno
Ein Höhepunkt der Erzählung ist die Wanderung Klingsors mit Freunden, u. a. der Sängerin Ersilia und dem Dichter Hermann, in das Dorf Kareno (Kap. 3). Die Stimmung schwankt zwischen Weltschmerz mit Gedanken über den Tod und trunkener Lebenslust des Malers als „König der Nacht“. In einem kleinen Dorf sieht er eine junge Bäuerin von rohem süßen Liebreiz mit ihrer Tochter. „Diese Frau [will] er malen, oder ihr Geliebter sein, sei es nur eine Stunde lang. Sie [ist] alles: Mutter, Kind, Geliebte, Tier, Madonna.“ In ihrem Reiseziel Kareno besucht die Gruppe die „Königin der Gebirge“, eine ca. 20-jährige Frau von „schlank elastischer Blüte, straff, federnd, ganz in Rot, brennende Flamme, Bildnis der Jugend“. Klingsor ist von ihr fasziniert, obwohl ihm der trennende Altersunterschied bewusst ist. Sie würde er gerne malen, „nicht nach der Natur, sondern den Strahl in ihr, den er empfangen hat[-], das Gedicht, den holden herben Klang: Jugend, Rot, Blond, Amazone […] Der Tag [ist] gekrönt, der Tag hat[-] seinen Sinn gefunden.“ Auf dem Rückweg verbringt man den Abend in einer Grotto bei Brot und Wein in froher Runde und geistiger Verbundenheit, die Hesse eindrucksvoll gleichnishaft beschreibt: „Vögel in goldenem Käfig (…) sangen exotische Lieder (…) Antwort kam von Stern und Mond, von Baum und Gebirg, Goethe saß da und Hafis, heiß duftete Ägypten und innig Griechenland herauf, Mozart lächelte, Hugo Wolf spielte den Flügel in der irren Nacht.“
In einem kurzen Brief an Edith (Kap. 4) erklärt Klingsor seine Probleme mit Frauen und seine Bindungsängste: „Ich weiß nicht, ob ich überhaupt lieben kann. Ich kann begehren und kann mich in andern Menschen suchen, nach Echo aushorchen, nach einem Spiegel verlangen, kann Lust suchen, und alles kann wie Liebe aussehen.“

### Die Musik des Untergangs
Im nächsten Kapitel (5), „Die Musik des Untergangs“ treffen sich Klingsor und sein „Dichterfreund“ Hermann, die sich die Namen der chinesischen Dichter Li Tai Po und Thu Fu geben, mit einem armenischen Sterndeuter. Dieser Armenier sagt Klingsor eine beunruhigende Zukunft voraus, worauf Klingsor, welcher den Tod sowieso schon nahen fühlt, ein Abschiedsmahl mit seinen Freunden hält. Klingsor diskutiert in diesem Kapitel ebenfalls darüber mit dem Armenier, dass das alte Europa dem Untergang gewidmet sei und dass die Asiaten bald die Stellung der Europäer übernehmen würden. Klingsors verzweifelte Lebensgier wird dadurch nur noch mehr angeheizt, „dreihundert Becher“ will er im „brennenden Hause“ leeren und dabei mit dem Monde anstoßen. Der Sterndeuter warnt ihn: „[D]u bist ein gehetzter, armer, ein gepeinigter und angstvoller Mensch. Du hast die Musik des Untergangs angestimmt, du sitzt singend in deinem brennenden haus, da du selbst angezündet hast, und es ist dir nicht wohl dabei, auch wenn du jeden Tag dreihundert Becher leerst und mit dem Monde anstößt […] Sänger des Untergangs, willst du nicht innehalten?“

### Abschiedsgedanken
Im Kapitel „Abend im August“ (6) malt Klingsor bei Manuzzo den Nachmittag über und kehrt am Abend müde in einem Wirtshaus zu einem Nachtmahl ein. Auf dem Rückweg wünscht er sich, „in der letzten, verzauberten Viertelstunde des reifen Sommertages, der nie wieder [kommt]“ noch arbeiten zu können: „Wie namenlos schön [ist] alles jetzt, wie ruhig, gut und spendend, wie voll von Gott!“ Aber er ist todmüde und er sagt sich ein Gedicht Thu Fus auf: „Vom Baum des Lebens fällt Mir Blatt um Blatt. […] Alles stirbt, alles stirbt gern.“ Eine Bauernfrau vom Tavernetal, die er aus seiner „so schattenhaften und verwirrten Vergangenheit dieses Sommers“ kennt, taucht plötzlich in der Dämmerung auf und er hat mit ihr ein flüchtiges Liebesabenteuer und er schenkt ihr zum Andenken eine silberne Tabaksdose. Zu Hause betrachtet er zufrieden seine Skizzenblätter, doch er fragt sich: „Wozu all die Mühe, all der Schweiß, all die kurze, trunkene Schaffenslust? [Gibt] es Erlösung?“
In einem Brief an Louis den Grausamen (Kap. 7) beschreibt Klingsor, wie die Malerei in diesem Sommer wie eine Explosion aus ihm herauszubrechen scheint. Aber er werde bald keine Landschaften mehr malen, sondern Fantasien und Erinnerungen seines Innern. Er vermacht ihm ein kleines Bild, das der Freund besonders mag. Wenig später schickt er seinem Freund Thu Fu ein Gedicht (Kap. 8) im Stile der Jintishi-Poesie, über den trinkenden und so seine Todesangst verdrängenden Klingsor.

### Das Selbstbildnis
In seinen letzten Lebenstagen im September malt Klingsor ein Selbstbildnis (Kap. 9). In gewohnt greller Farbigkeit, aber einem für seine Kunst untypischen abstrakten Stil zeigt es ein zerfurchtes Gesicht, ein „Antlitz wie eine Landschaft (…), Haare an Laub und Baumrinde erinnernd, Augenhöhlen wie Felsspalten“. Viele Gesichter malt er in sein Selbstporträt hinein, „Kindergesichter süß und erstaunt, Jünglingsschläfen voll Traum und Glut, spöttische Trinkeraugen, Lippen eines Dürstenden, eines Verfolgten, eines Leidenden, eines Suchenden, eines Wüstlings, eines enfant perdu“. Von einigen Betrachtern wird es als schonungslose psychologische Selbstanalyse des Malers gedeutet, von anderen wiederum als Zeugnis von Klingsors Wahnsinn. Sein letztes Werk schließt er ein und zeigt es niemandem. Es wird erst nach seinem Tod entdeckt. Der Roman schließt mit dem Satz: „Dann wusch er sich, rasierte sich, legte neue Wäsche und Kleider an, fuhr zur Stadt und kaufte Obst und Zigaretten, um sie Gina zu schenken.“
Wie aus der „Vorbemerkung“ hervorgeht, stirbt Klingsor im Spätherbst.

## Entstehungsgeschichte
Das Jahr 1919 bedeutete in vielfältiger Weise einen Einschnitt in Hermann Hesses Leben. Seine erste Frau Maria Bernoulli befand sich mit einer schweren Depression in einer Nervenheilanstalt und seine drei Söhne waren in Pflege bei Freunden. Seine Ehesituation und seine Schuldgefühle verarbeitete er in der ebenfalls 1919 publizierten Erzählung „Klein und Wagner“. Im Frühjahr wurde Hesse aus der Kriegsgefangenenfürsorge entlassen, für die er während des Ersten Weltkriegs gearbeitet hatte. Im Mai übersiedelte er daher von Bern ins sonnige Tessin, wo er in der schlossähnlichen Casa Camuzzi in Montagnola ein neues Domizil fand. Im Juli lernte er die 20 Jahre jüngere Sängerin und Malerin Ruth Wenger, seine spätere zweite Frau, kennen.
Alle diese Umstände, die neu gewonnene Freiheit, die neue Liebe, vor allem die klimatisch begünstigte Gegend machten das erste Tessiner Jahr für Hesse zur „vollsten, üppigsten, fleißigsten und glühendsten Zeit“ seines Lebens, die er mit Malen, Dichten und Besuchen in den Grotti des Sottoceneri verbrachte. Ihr setzte er mit der im Juli und August in wenigen Wochen niedergeschriebenen Erzählung Klingsors letzter Sommer ein Denkmal.

## Interpretation

### Autobiographisches
Nach Bernhard Zeller sind alle Werke Hesses „Fragmente eines großen Selbstporträts“. Auch Klingsors letzter Sommer trägt starke autobiographische Züge des Autors. Der Name „Klingsor“ geht auf den vielfach literarisch verarbeiteten Magier aus Wolfram von Eschenbachs Parzival-Epos zurück. Als solcher hat sich auch Hermann Hesse selbst begriffen, man denke an sein Werk Kindheit eines Zauberers. Außerdem taucht der Verfasser als „Dichterfreund Hermann“ (Thu Fu) in der Sterndeuter-Szene auf. Auch hinter den übrigen Figuren verbergen sich häufig Personen aus Hesses Umgebung: Louis der Grausame trägt nicht nur den Vornamen, sondern auch die Züge des Malers Moilliet. Hinter dem Armenier steckt der mit Hesse befreundete Architekt Josef Englert, hinter der Königin der Gebirge Hesses zweite Frau Ruth Wenger.
Das örtliche Szenarium der Erzählung lässt an das Tessin denken, wo Hesse ab 1919 wohnte. Hinter dem im Werk vorkommenden Ort „Laguno“ verbirgt sich die Schweizer Stadt Lugano, in deren Nähe sich sein Wohnort Montagnola befand. Aus dem unweit gelegenen Dorf Carona, wo sich das Sommerhaus von Ruth Wengers Eltern befand, wird im Roman Kareno. Auch andere Ortsangaben sind gegenüber den wirklichen leicht verändert: Tal von Pampambio (Pambio), Palazetto (Pazzallo mit Grotto Morchino), Monte Gennaro (Monte Generoso), der „böckrige Gipfel des Salute“ bei Kareno (San Salvatore bei Carona), Manuzzo (See Muzzano). Die Landschaft, die Hesse im Klingsor beschreibt, erinnert mit ihren Wiesen, Weinreben, Kastanien, Blutbuchen und Judasbäumen an die, die uns in seiner autobiographischen Kurzprosa entgegentritt, etwa in Klage um einen alten Baum aus dem Jahre 1927. Schließlich hat Hermann Hesse neben seiner schriftstellerischen Betätigung auch gemalt, und zwar in einem Stil, der dem Klingsors stark gleicht. Hingewiesen sei auf das Prosastück Malfreude, Malsorgen von 1928.

### Erzählsituation
Die in personaler Form im Wechsel zum inneren Monolog aus der Perspektive Klingsors geschilderte Geschichte ist in eine Rahmenhandlung eingekleidet. Aus der Einleitung geht hervor, dass seine Freunde nach seinem Tod die Erzählung geschrieben und mit Dokumenten (Briefe an Edith und Louis, Gedichte) herausgegeben haben, um „die Legende seines Lebens und jenes letzten Sommers“ weiterleben zu lassen. Der Hinweis auf die Legendenhaftigkeit deutet die fließende Grenzziehung zwischen Dichtung und Wahrheit in der Wahrnehmung Klingsors an. Auch schließt dies eine gewisse Distanz der Geschichte gegenüber ein, die im letzten Kapitel durch die „verschiedenen Standpunkte“ der Betrachtung des Selbstbildnisses, u. a. der seiner „erbittertsten Gegner“, wieder aufgegriffen wird.

### Farben
Im Buch Klingsors letzter Sommer spielen die Farben eine sehr zentrale Rolle. Über weite Strecken glaubt der Leser in ihnen geradezu zu ertrinken. Verdeutlichen mag dies folgende für das Werk typische Textpassage:
„Und jetzt die grösseren Farbskizzen, weisse Blätter mit leuchtenden Farbflächen in Wasserfarben: die rote Villa im Gehölz, feurig glühend wie ein Rubin auf grünem Sammet, und die eiserne Brücke bei Castiglia, rot auf blaugrünem Berg, der violette Damm daneben, die rosige Strasse. Weiter: der Schlot der Ziegelei, rote Rakete vor kühlhellem Baumgrün, blauer Wegweiser, hellvioletter Himmel mit der dicken wie gewalzten Wolle.“
Über ihre Funktion als Mittel für die Kunstwerke Klingsors hinaus dienen sie auch dazu, die Gefühle und Empfindungen der Personen zu verdeutlichen.
Ganz besondere Bedeutung kommt dabei der Farbe Rot in all ihren Nuancen zu. Man trifft in der Erzählung auf rote Blumen, Dachziegel, Berge, Kirchen und Straßen. Auch trifft man diese Farbe beim Wein an, den Klingsor und seine Freunde stets in großen Mengen tranken, vor allem aber auch bei der „roten Königin“ von Kareno. Die rote Farbe symbolisiert Leidenschaft, Liebe und flammende Jugend, jedoch auch Aggressivität und Wut. Und beide Züge sind bei Klingsor zu finden. Die Liebe und Leidenschaft den Frauen und der Natur gegenüber, die Wut und die Aggressivität kommt stark zum Vorschein gegenüber dem Tode und als er sein Selbstporträt malte. Die Sinnlichkeit und die Lebenslust, welche ebenfalls in der Farbe rot verkörpert werden, verwendet Klingsor als Waffen gegen den Tod. „Purpur war Leugnung des Todes, Zinnober war Verhöhnen der Verwesung“.

### Tod
Während der ganzen Erzählung liegt, Klingsors unbändiger Lebensgier zum Trotz, unsichtbar der Schatten des Todes in der Luft. Schon in der Vorbemerkung schreibt der Erzähler an, dass die Nachricht von Klingsors Tod seine Freunde im Spätherbst erreicht hat. Ständig tauchen Metaphern des Untergangs und der Auszehrung auf, angefangen von den „lodernden Fahnen“ mit der die Tage, von der „an beiden Ende angezündeten Kerze“ mit der Klingsors Leben verglichen wird. Der armenische Sterndeuter bringt die Todesbotschaft. Auf dem Weg nach Kareno wird die Vergänglichkeit von Farben und Bildern, aber auch von schwarzem Mädchenhaar, sowie die Unwiederbringlichkeit jeden Tages beklagt. Auch das dort eingenommene Essen mit Brot und Wein erinnert an das Letzte Abendmahl, das Jesus mit seinen Jüngern gefeiert hat, bevor er nach dem Verrat durch Judas dem Tod am Kreuz entgegenging. Auch Klingsor sollte schließlich einen „Opfertod“ sterben, einen für die selbstlose Hingabe an seine Kunst.
Einen zusätzlichen Aspekt erhält das Todesmotiv durch seine Übertragung auf das sterbende Europa. Nach der Katastrophe des Ersten Weltkriegs bestand durchaus Grund zu der Annahme, dass der alte Kontinent seine jahrhundertealte Vormachtstellung endgültig einbüßt. Klingsors Selbstbildnis wird von einigen Freunden als „der Mensch unserer Zeit, der sterbende Europamensch“ interpretiert: „von seiner Sehnsucht verfeinert, von jedem Laster krank, vom Wissen um seinen Untergang enthusiastisch beseelt, zu jedem Fortschritt bereit, zu jedem Rückschritt reif, ganz Glut und auch ganz Müdigkeit, dem Schicksal und dem Schmerz ergeben wie der Morphinist dem Gift, vereinsamt, ausgehöhlt, uralt […] voll von Kinderangst vor dem Tode und voll von müder Bereitschaft, ihn zu sterben.“ Im Gegensatz dazu kündet der armenische Zauberer den Aufstieg Asiens an, das auch sonst in der Erzählung mehrfach gegenwärtig ist. Klingsor, Hermann und Louis tragen die Namen chinesischer Dichter, besonders im Zusammenhang mit dem Kareno-Tag taucht bisweilen der arabische Orient auf, am Rande wiederholt Indien und Japan.

### Künstler
Klingsor wird in mehrfacher Hinsicht als zerrissen gezeichnet. Einerseits war ihm das Bevorstehen seines Todes bewusst, anderseits kämpfte er in unendlicher Lebensgier dagegen an, wollte jede Sekunde auskosten und keinen Tropfen des Lebens vergeuden. Auch schwankte er zwischen romantischer Schwermut und expressionistischem Aufbegehren. Dieses Hin und Her zwischen verschiedenen Polen entspricht dem Klischee des Künstlers als einem einsamen, leidenden Visionär, wie es in „literarischen Konventionen und modischen Strömungen nach dem Ersten Weltkrieg“ häufig reproduziert wurde.

### Narzissmus
Klingsor trägt in geradezu exemplarischer Weise narzisstische Züge. Zum Ausdruck kommt dies etwa in seinem Verhältnis zu Frauen. Bezeichnend tritt es in dem am Ende des ersten Kapitels geschilderten Traum zutage, in dem sich der Maler gleichzeitig mit Frauen jeglichen Alters und jeder Haarfarbe vergnügt, die ihn alle liebten und von ihm geliebt werden wollten. Mit Fortschreiten der Erzählung tritt indes deutlicher zu Tage, dass er all die Ediths und Ginas, die Ninas, Hermines und Elisabeths letztlich nur zur Bestätigung seines Egos benutzte. Er schreibt auch in einem Brief: 
„Ich weiss nicht, ob ich überhaupt lieben kann. Ich kann begehren und kann mich in andern Menschen suchen, nach Echo aushorchen, nach einem Spiegel verlangen, kann Lust suchen, und alles das kann wie Liebe aussehen.“ 
In diesem Ausschnitt kommt sehr deutlich zum Vorschein, dass er unfähig ist zu lieben, er hat auch kurz vorher gesagt, dass er an seiner Liebe zu seiner eigentlichen Freundin, Gina, stark zweifle. Auch die gönnerhafte Geste, mit der er auf die Liebe zur Königin der Gebirge aufgrund des Altersunterschieds verzichtet, ohne sich zu fragen, ob er überhaupt Aussichten hätte, zeugt von Klingsors egozentrischer Selbstüberschätzung.
Zum Ausdruck kommt Klingsors Narzissmus auch in der Bewertung seiner eigenen Malerei. Er hält sich für einen grandiosen Erneuerer der europäischen Kunst, der die Kunst vom Naturalismus der Farbe befreit habe. In Weinlaune spricht Louis über sie als die beiden [besten] Maler, die das Vaterland habe, aber sie denken mit Schrecken daran, dass in hundert Jahren Professoren den Gymnasiasten ihre Lebensdaten predigen und sie selbst wie Goethe und Schiller auf einem Denkmal stehen.
Den eindrucksvollsten Beweis für Klingsors Narzissmus liefert aber sein Selbstporträt, das die Erzählung monumental abschließt und die Persönlichkeit des Protagonisten noch einmal zusammenfasst. Schon der an van Gogh erinnernde Schaffensprozess als solcher spricht insofern für sich: „Den Kopf aber baute er majestätisch und brutal, einen Urwaldgötzen, einen in sich verliebten, eifersüchtigen Jehova, einen Popanz, vor dem man Erstlinge und Jungfrauen opfert.“. Entsprechend fiel auch das Urteil späterer Kritiker aus: „eine Art von monomanischer Selbstanbetung, eine Blasphemie und Selbstverherrlichung, eine Art von religiösem Größenwahn“.

## Buchausgaben
Klingsors letzter Sommer wurde im Dezember 1919 in der Literaturzeitschrift Die neue Rundschau vorabgedruckt. Die Erstausgabe erschien 1920 beim S. Fischer Verlag im gleichnamigen Erzählband, zusammen mit der Novelle Klein und Wagner und der Ende 1918 noch in Bern entstandenen Erzählung Kinderseele, in derselben Zusammenstellung 1971 als Taschenbuch im Rowohlt Verlag. 1931 wurden diese drei Erzählungen zusammen mit Siddhartha unter dem Titel Weg nach Innen veröffentlicht; in den Neuausgaben 1973 und 1983 ergänzt durch die Tessiner Aufzeichnungen Wanderung und acht Aquarelle Hesses. Einzeln erschien die Erzählung erstmals 1951 in der Insel-Bücherei, 1978 in der Bibliothek Suhrkamp und 1985 als Taschenbuch im Suhrkamp Verlag.
- Klingsors letzter Sommer. Erzählungen. Fischer, Berlin 1920.
- Weg nach innen. Vier Erzählungen. Fischer, Berlin 1931; Suhrkamp, Frankfurt am Main 1983, ISBN 3-518-04480-X.
- Klingsors letzter Sommer. Erzählung. Insel, Wiesbaden 1951 (= IB 502).
- Klingsors letzter Sommer und andere Erzählungen. Rowohlt, Reinbek 1971, ISBN 3-499-11462-3 (= rororo 1462).
- Klingsors letzter Sommer. Erzählung. Mit farbigen Bildern vom Verfasser. Suhrkamp, Frankfurt am Main 1978, ISBN 3-518-01608-3 (= BS 608).
- Klingsors letzter Sommer. Erzählung. Suhrkamp, Frankfurt am Main 1985, ISBN 3-518-37695-0 (= st 1195).
- Klingsors letzter Sommer. Erzählung. Mit Aquarellen des Verfassers. Insel, Frankfurt am Main 2000, ISBN 3-458-34098-X (= it 2398).
- Klingsors letzter Sommer. Erzählung mit farbigen Bildern vom Verfasser. Insel, Berlin 2017, ISBN 978-3-458-19431-6 (= IB 1431).

## Adaptionen
- Hermann Hesse. Brennender Sommer, Filmessay von Heinz Bütler, Zürich, 2020. Hesses Klingsor-Erzählung ist das Leitmotiv des Essayfilms. Der Schauspieler Peter Simonischek spricht den expressiven Text. Die Schriftstellerin Sibylle Lewitscharoff, der Hesse-Biograf Michael Limberg, Hesses Enkel Silver Hesse und der Schriftsteller Alain Claude Sulzer diskutieren über die komplexe Persönlichkeit Hesses und seines Protagonisten. Daniel Behle (Tenor) und Oliver Schnyder (Klavier) interpretieren mit zwei Liedern von Richard Strauss nach Hesse-Gedichten das Klingsor/Hesse-Thema. https://zff.com/en/archive/61476/
- „Über das Glück: Briefe, Gedichte und Prosa aus 'Klingsors letzter Sommer'“. Hörbuch, Suhrkamp, 1995 Sprecher: Hermann Hesse und Gert Westphal. Bearbeitung: Volker Michels